# Fehér Egyszarvú ház

A térre néző homlokzata, mögötte a Týn-templom tornyaival

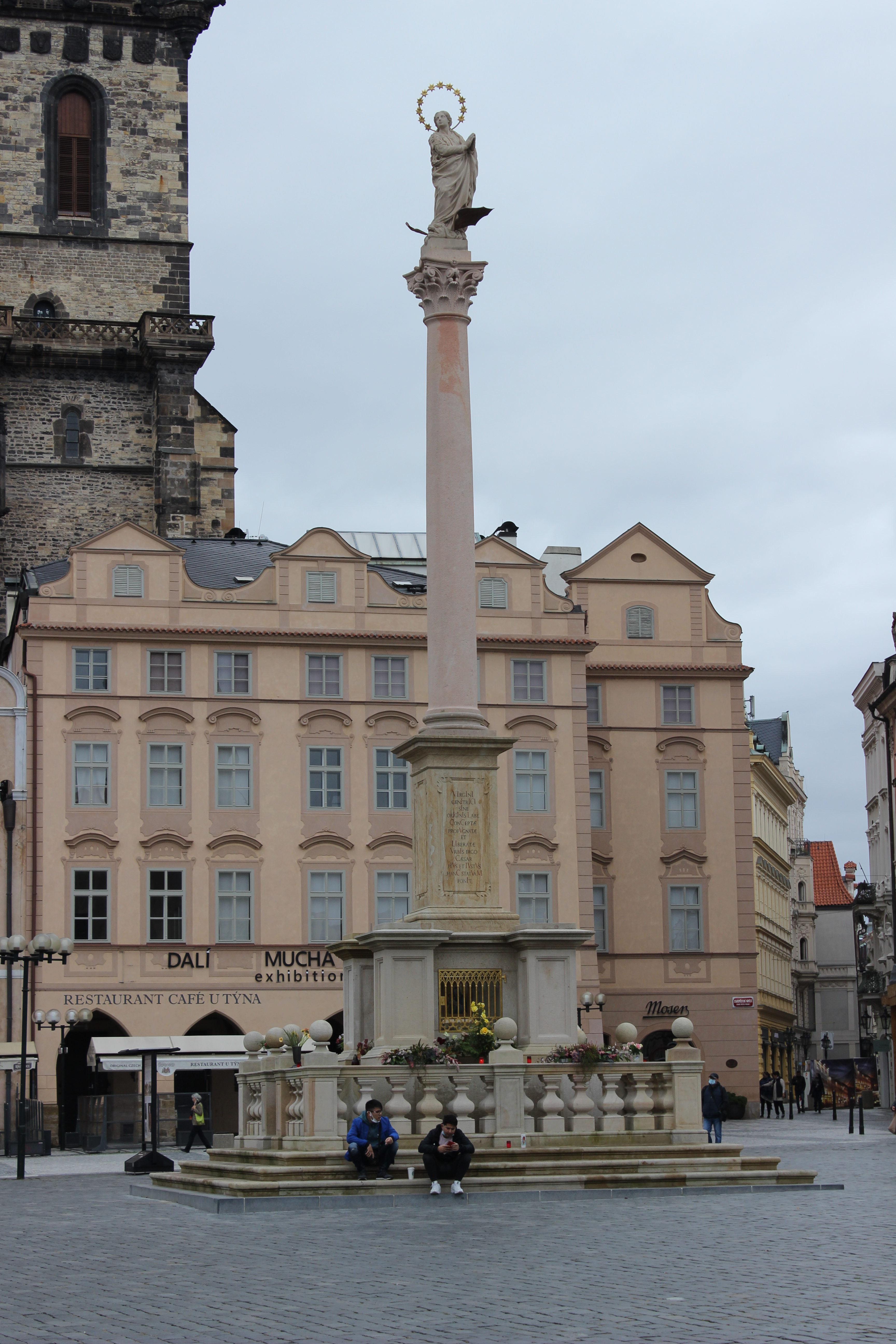
Homlokzata a tér felől, előtte a Mária-oszloppal

A Fehér Egyszarvú ház (Ház a Fehér Egyszavúhoz, csehül: U Bílého jednorožce, korábban Kőbárányka ház, csehül: U Kamenného beránka) Prága 1. kerületében az Óváros tér és a Celetná utca sarkán, a Týn-iskola mellett álló saroképület (Celetná u. 603/1, Óváros tér 15). Előtte vezetett el a Vyšehradból a várba tartó királyi út.

## Története
Állítólag ez Prága egyik legrégibb háza; az alagsorban még megtalálhatók az eredeti, román stílusú épület falmaradványai és egy gótikus boltozat. A ház kapuja feltűnően szép reneszánsz munka.
A 19. században itt volt a címerállatról elnevezett Gyógyszertár a Fehér Egyszarvúhoz.
A 20. század elején a ház a Berta és Max Fanta házaspáré volt. Max Fanta gyógyszerész itt találta fel a róla elnevezett mozsarat. Berta irodalmi szalont vezetett az első emeleten, ahol számos ismert prágai értelmiségi megfordult. A látogatók között volt Franz Kafka, Samuel Hugo Bergmann, Franz Werfel és Max Brod. Egy alkalommal ellátogatott ide Rudolf Steiner, az antropozófia megalkotója is. A vendégek között volt Albert Einstein, aki 1911-ben és 1912-ben elméleti fizikát tanított a Károly Egyetemen.
A 2020-as években itt tekinthető meg a Prágai Központi Galéria Dalí–Mucha–Warhol kiállítása, amely a három nagy művészt és munkásságukat mutatja be.

## Az épület
A ház a stílusváltások szemléletes példája. Pincéjében megőrződtek az egykori román, illetve gótikus árkádok. Reneszánsz stílben épült homlokzatát idővel barokkosították.

## Szobrok, díszítmények
Nevét a 16. századból származó, egyszarvú bárányt ábrázoló domborműről kapta; ez lett a gyógyszertár címerállata és névadója is.
Albert Einstein mellszobrát a ház bejárata mellett helyezték el.